# 6 (álbum)
6 é o sexto álbum de estúdio da banda japonesa de rock MUCC, lançado em 26 de abril de 2006.

## Recepção
Alcançou a vigésima nona posição nas paradas da Oricon Albums Chart.

## Faixas[2]
| N.º            | Título                                      | Letras         | Música         | Duração |  |
| 1.             | "666"                                       |                |                | 1:27    |  |
| 2.             | "Kuukyo na Heya" (空虚な部屋)               | Tatsurou       | Miya           | 4:45    |  |
| 3.             | "Akai Sora" (赤い空)                        | Miya           | Miya           | 3:02    |  |
| 4.             | "Haribote no Otona" (はりぼてのおとな)      | Tatsurou       | Miya           | 5:23    |  |
| 5.             | "Forty-Six" (フォーティーシックス)          | Miya           | Miya           | 2:21    |  |
| 6.             | "Kami no Hoshi" (神の星)                    | Tatsurou       | Yukke          | 2:25    |  |
| 7.             | "Haru, Kaze no Fuita Hi" (春、風のふいた日) | Tatsurou       | Satochi        | 3:03    |  |
| 8.             | "Yuubeni" (夕紅)                            | Miya           | Satochi        | 3:05    |  |
| 9.             | "Haruka" (遥か)                             | Tatsurou       | Tatsurou       | 5:15    |  |
| Duração total: | Duração total:                              | Duração total: | Duração total: | 30:50   |  |

## Ficha técnica
- Tatsurou - vocal
- Miya - guitarra
- Yukke - baixo
- SATOchi  - bateria